# 高瀬道場
高瀬道場（たかせどうじょう）とは、アクション俳優及び殺陣師たちが所属する、日本の芸能事務所である。
俳優の育成およびマネージメントのほか、映像・テレビ・舞台や各種イベントの企画・構成・演出を手がける。法人名は「株式会社ガイズエンタティメント」。

## 概要
- 日活アクション時代の殺陣師であり、現主宰者・高瀬将嗣の父である高瀬将敏によって創立。
- 映画『ビー・バップ・ハイスクール』、TV『あぶない刑事』で一躍その名を知らしめる。体にサポーターを取り付け、当てていい所には徹底的に実際に当てるリアルファイトスタイルのアクションを確立した。
- 2001年には、法人名を「株式会社ガイズエンティメント」に変更し、俳優マネージメント部門の「ガイズ」、アクション部門の「高瀬道場」の2本柱で再スタートした。
- さらに同年、日本初の芸能殺陣流派として「芸道殺陣 波濤流」（げいどうたて・はとうりゅう）を発足。一般の人々にも門戸を開放し、「演技としてのアクション」の楽しさを全ての人々に広げている。
- 2010年、外務省招聘「トルコにおける日本年」にて渡土。
- 2012年、新体制となる。代表だった高瀬将嗣が顧問に退き、森聖二が新代表に就任する。
- 2020年5月25日、高瀬将嗣が死去。
- 2023年、新体制となる。将嗣の妻・多加野詩子が主宰に就任。森聖二は代表師範に就任する。

## 所属
- 高瀬将嗣（映画監督・殺陣師・脚本家）
- 瀬木一将（殺陣師・俳優）
- 森聖二（殺陣師・俳優）
- 多加野詩子（女性殺陣講師・マネージャー）

### 俳優
- 江戸松徹
- 岩田貴代志
- 香純恭
- 片方隆介
- 鋼鐡男
- 蛭川信博

## かつて所属していた俳優
- 加賀谷圭
- 浦田右近
- 城戸光晴
- 島村日出人
- 友金敏雄
- 婆裟羅天明
- ヨコスカ潮也
- 伊達駿太郎
- 芸利古雄
- 剣将道